# Team Visma-Lease a Bike
Team Visma-Lease a Bike (Kod UCI: TVL) – zawodowa holenderska grupa kolarska. W latach 1996–2012 jej sponsorem tytularnym był holenderski bank Rabobank, jednak po opublikowaniu przez USADA wyników dochodzenia przeciwko Lance'owi Armstrongowi zarząd banku zdecydował o wycofaniu się ze sponsorowania kolarstwa. Od tej pory do końca 2014 lub do czasu znalezienia nowego sponsora grupa nazywała się Blanco. Firma Belkin, która podpisała umowę sponsorską przed Tour de France 2013, wycofała się po zakończeniu sezonu 2014 i obecnie drużyna jest sponsorowana przez holenderską loterię Lotto oraz sieć supermarketów Jumbo. Od 2019 roku firmę Lotto w roli drugiego sponsora tytularnego zastąpiła norweska firma Visma.
Grupa należy do UCI WorldTeams.

## Nazwa grupy w poszczególnych latach
| lata      | nazwa                   |
| --------- | ----------------------- |
| 1984–1986 | Kwantum                 |
| 1987–1989 | Superconfex             |
| 1990–1992 | Buckler                 |
| 1993–1994 | Wordperfect             |
| 1995      | Novell                  |
| 1996–2010 | Rabobank                |
| 2011–2012 | Rabobank Cycling Team   |
| 2013      | Blanco Pro Cycling Team |
| 2013–2014 | Belkin Pro Cycling Team |
| 2015–2018 | Team LottoNL-Jumbo      |
| 2019–2023 | Team Jumbo-Visma        |
| od 2024   | Team Visma-Lease a Bike |

## Obecny skład (2024)
| Skład drużyny 2024                   | Skład drużyny 2024   | Skład drużyny 2024 | Skład drużyny 2024                  |
| Imię i nazwisko                      | Data urodzenia       | Państwo            | Poprzednia grupa                    |
| ------------------------------------ | -------------------- | ------------------ | ----------------------------------- |
| Edoardo Affini                       | 24 czerwca 1996      | Włochy             | Mitchelton-Scott (2020)             |
| Tiesj Benoot                         | 11 marca 1994        | Belgia             | Team DSM (2021)                     |
| Koen Bouwman                         | 2 grudnia 1993       | Holandia           | SEG Racing (2015)                   |
| Robert Gesink (1 sty–8 wrz, Przypis) | 31 maja 1986         | Holandia           | Rabobank Continental (2006)         |
| Thomas Gloag                         | 13 września 2001     | Wielka Brytania    | Trinity Racing (2022)               |
| Per Strand Hagenes                   | 10 lipca 2003        | Norwegia           | Jumbo-Visma Development Team (2023) |
| Michel Heßmann                       | 6 kwietnia 2001      | Niemcy             | Jumbo-Visma Development Team (2021) |
| Matteo Jorgenson                     | 1 lipca 1999         | Stany Zjednoczone  | Movistar Team (2023)                |
| Wilco Kelderman                      | 25 marca 1991        | Holandia           | Bora-Hansgrohe (2022)               |
| Olav Kooij                           | 17 października 2001 | Holandia           | Jumbo-Visma Development Team (2021) |
| Steven Kruijswijk                    | 7 czerwca 1987       | Holandia           | Rabobank Continental (2009)         |
| Sepp Kuss                            | 13 września 1994     | Stany Zjednoczone  | Rally Cycling (2017)                |
| Christophe Laporte                   | 11 grudnia 1992      | Francja            | Cofidis (2021)                      |
| Bart Lemmen                          | 14 października 1995 | Holandia           | Human Powered Health (2023)         |
| Johannes Staune-Mittet               | 18 stycznia 2002     | Norwegia           | Jumbo-Visma Development Team (2023) |
| Jan Tratnik                          | 23 lutego 1990       | Słowenia           | Bahrain Victorious (2022)           |
| Ben Tulett                           | 26 sierpnia 2001     | Wielka Brytania    | Ineos Grenadiers (2023)             |
| Cian Uijtdebroeks                    | 28 lutego 2003       | Belgia             | Bora-Hansgrohe (2023)               |
| Milan Vader                          | 18 lutego 1996       | Holandia           | KMC-Orbea (2021)                    |
| Attila Valter                        | 12 czerwca 1998      | Węgry              | Groupama-FDJ (2022)                 |
| Wout van Aert                        | 15 września 1994     | Belgia             | Cibel (2019)                        |
| Dylan van Baarle                     | 21 maja 1992         | Holandia           | Ineos Grenadiers (2022)             |
| Loe van Belle                        | 24 stycznia 2002     | Holandia           | Jumbo-Visma Development Team (2023) |
| Tosh Van der Sande                   | 28 listopada 1990    | Belgia             | Lotto-Soudal (2021)                 |
| Mick van Dijke                       | 15 marca 2000        | Holandia           | Jumbo-Visma Development Team (2021) |
| Tim van Dijke                        | 15 marca 2000        | Holandia           | Jumbo-Visma Development Team (2021) |
| Julien Vermote                       | 26 lipca 1989        | Belgia             | Secteur-Duolar (2023)               |
| Jonas Vingegaard                     | 10 grudnia 1996      | Dania              | ColoQuick (2018)                    |
|                                      |                      |                    |                                     |
| Źródło: ProCyclingStats              |                      |                    |                                     |

Przypis: Robert Gesink, koniec kariery

## Sezony

### 2023

#### Skład
| Skład drużyny 2023                                        | Skład drużyny 2023   | Skład drużyny 2023 | Skład drużyny 2023                  |
| Imię i nazwisko                                           | Data urodzenia       | Państwo            | Poprzednia grupa                    |
| --------------------------------------------------------- | -------------------- | ------------------ | ----------------------------------- |
| Edoardo Affini                                            | 24 czerwca 1996      | Włochy             | Mitchelton-Scott (2020)             |
| Tiesj Benoot                                              | 11 marca 1994        | Belgia             | Team DSM (2021)                     |
| Koen Bouwman                                              | 2 grudnia 1993       | Holandia           | SEG Racing (2015)                   |
| Rohan Dennis                                              | 28 maja 1990         | Australia          | Ineos Grenadiers (2021)             |
| Tobias Foss                                               | 25 maja 1997         | Norwegia           | Uno-X Norwegian Development (2019)  |
| Robert Gesink                                             | 31 maja 1986         | Holandia           | Rabobank Continental (2006)         |
| Thomas Gloag                                              | 13 września 2001     | Wielka Brytania    | Trinity Racing (2022)               |
| Michel Heßmann                                            | 6 kwietnia 2001      | Niemcy             | Jumbo-Visma Development Team (2021) |
| Lennard Hofstede                                          | 29 grudnia 1994      | Holandia           | Team Sunweb (2018)                  |
| Wilco Kelderman                                           | 25 marca 1991        | Holandia           | Bora-Hansgrohe (2022)               |
| Olav Kooij                                                | 17 października 2001 | Holandia           | Jumbo-Visma Development Team (2021) |
| Steven Kruijswijk                                         | 7 czerwca 1987       | Holandia           | Rabobank Continental (2009)         |
| Sepp Kuss                                                 | 13 września 1994     | Stany Zjednoczone  | Rally Cycling (2017)                |
| Christophe Laporte                                        | 11 grudnia 1992      | Francja            | Cofidis (2021)                      |
| Gijs Leemreize                                            | 23 października 1999 | Holandia           | Jumbo-Visma Development Team (2020) |
| Sam Oomen                                                 | 15 sierpnia 1995     | Holandia           | Team Sunweb (2020)                  |
| Primož Roglič                                             | 29 października 1989 | Słowenia           | Adria Mobil (2015)                  |
| Timo Roosen                                               | 11 stycznia 1993     | Holandia           | Rabobank Development (2014)         |
| Jan Tratnik                                               | 23 lutego 1990       | Słowenia           | Bahrain Victorious (2022)           |
| Milan Vader                                               | 18 lutego 1996       | Holandia           | KMC-Orbea (2021)                    |
| Attila Valter                                             | 12 czerwca 1998      | Węgry              | Groupama-FDJ (2022)                 |
| Wout van Aert                                             | 15 września 1994     | Belgia             | Cibel (2019)                        |
| Dylan van Baarle                                          | 21 maja 1992         | Holandia           | Ineos Grenadiers (2022)             |
| Tosh Van der Sande                                        | 28 listopada 1990    | Belgia             | Lotto-Soudal (2021)                 |
| Mick van Dijke                                            | 15 marca 2000        | Holandia           | Jumbo-Visma Development Team (2021) |
| Tim van Dijke                                             | 15 marca 2000        | Holandia           | Jumbo-Visma Development Team (2021) |
| Jos van Emden                                             | 18 lutego 1985       | Holandia           | Rabobank Continental (2008)         |
| Nathan Van Hooydonck (1 sty–20 wrz, Przypis)              | 12 października 1995 | Belgia             | CCC Team (2020)                     |
| Jonas Vingegaard                                          | 10 grudnia 1996      | Dania              | ColoQuick (2018)                    |
|                                                           |                      |                    |                                     |
| Źródła: ProCyclingStats Cycling Quotient Cycling Archives |                      |                    |                                     |

Przypis: Nathan Van Hooydonck, koniec kariery

#### Zwycięstwa
| Zwycięstwa           | Zwycięstwa                                         | Zwycięstwa      | Zwycięstwa | Zwycięstwa             | Zwycięstwa |
| Data                 | Wyścig                                             | Państwo         | Kategoria  | Zwycięzca              |            |
| -------------------- | -------------------------------------------------- | --------------- | ---------- | ---------------------- | ---------- |
| 19 sty               | Tour Down Under, 2. etap                           | Australia       | 2.UWT      | Rohan Dennis           |            |
| 24 lut               | wyścig kolarski, 2. etap                           | Hiszpania       | 2.1        | Jonas Vingegaard       |            |
| 25 lut               | wyścig kolarski, 3. etap                           | Hiszpania       | 2.1        | Jonas Vingegaard       |            |
| 25 lut               | Omloop Het Nieuwsblad                              | Belgia          | 1.UWT      | Dylan van Baarle       |            |
| 26 lut               | wyścig kolarski, 4. etap                           | Hiszpania       | 2.1        | Jonas Vingegaard       |            |
| 26 lutego 2023       | wyścig kolarski, klasyfikacja generalna            | Hiszpania       | 2.1        | Jonas Vingegaard       |            |
| 26 lut               | Kuurne-Bruksela-Kuurne                             | Belgia          | 1.Pro      | Tiesj Benoot           |            |
| 7 mar                | Paryż-Nicea, 3. etap                               | Francja         | 2.UWT      | Jumbo-Visma            |            |
| 9 mar                | Paryż-Nicea, 5. etap                               | Francja         | 2.UWT      | Olav Kooij             |            |
| 9 mar                | Tirreno-Adriático, 4. etap                         | Włochy          | 2.UWT      | Primož Roglič          |            |
| 10 mar               | Tirreno-Adriático, 5. etap                         | Włochy          | 2.UWT      | Primož Roglič          |            |
| 11 mar               | Tirreno-Adriático, 6. etap                         | Włochy          | 2.UWT      | Primož Roglič          |            |
| 12 mar               | Ronde van Drenthe                                  | Holandia        | 1.1        | Per Strand Hagenes     |            |
| 12 marca 2023        | Tirreno-Adriático, klasyfikacja generalna          | Włochy          | 2.UWT      | Primož Roglič          |            |
| 20 mar               | Volta Ciclista a Catalunya, 1. etap                | Hiszpania       | 2.UWT      | Primož Roglič          |            |
| 24 mar               | E3 Saxo Classic                                    | Belgia          | 1.UWT      | Wout van Aert          |            |
| 24 mar               | Volta Ciclista a Catalunya, 5. etap                | Hiszpania       | 2.UWT      | Primož Roglič          |            |
| 26 mar               | Gandawa-Wevelgem                                   | Belgia          | 1.UWT      | Christophe Laporte     |            |
| 26 marca 2023        | Volta Ciclista a Catalunya, klasyfikacja generalna | Hiszpania       | 2.UWT      | Primož Roglič          |            |
| 29 mar               | Dwars door Vlaanderen                              | Belgia          | 1.UWT      | Christophe Laporte     |            |
| 5 kwi                | Vuelta al País Vasco, 3. etap                      | Hiszpania       | 2.UWT      | Jonas Vingegaard       |            |
| 6 kwi                | Vuelta al País Vasco, 4. etap                      | Hiszpania       | 2.UWT      | Jonas Vingegaard       |            |
| 8 kwi                | Vuelta al País Vasco, 6. etap                      | Hiszpania       | 2.UWT      | Jonas Vingegaard       |            |
| 8 kwietnia 2023      | Vuelta al País Vasco, klasyfikacja generalna       | Hiszpania       | 2.UWT      | Jonas Vingegaard       |            |
| 16 maj               | Quatre Jours de Dunkerque, 1. etap                 | Francja         | 2.Pro      | Olav Kooij             |            |
| 27 maj               | Giro d'Italia, 20. etap                            | Włochy          | 2.UWT      | Primož Roglič          |            |
| 28 maja 2023         | Giro d'Italia, klasyfikacja generalna              | Włochy          | 2.UWT      | Primož Roglič          |            |
| 3 cze                | Heistse Pijl                                       | Belgia          | 1.1        | Olav Kooij             |            |
| 4 cze                | Critérium du Dauphiné, 1. etap                     | Francja         | 2.UWT      | Christophe Laporte     |            |
| 6 cze                | Critérium du Dauphiné, 3. etap                     | Francja         | 2.UWT      | Christophe Laporte     |            |
| 8 cze                | Critérium du Dauphiné, 5. etap                     | Francja         | 2.UWT      | Jonas Vingegaard       |            |
| 10 cze               | Critérium du Dauphiné, 7. etap                     | Francja         | 2.UWT      | Jonas Vingegaard       |            |
| 11 czerwca 2023      | ZLM Tour, klasyfikacja generalna                   | Holandia        | 2.Pro      | Olav Kooij             |            |
| 11 cze               | ZLM Tour, 4. etap                                  | Holandia        | 2.Pro      | Olav Kooij             |            |
| 11 czerwca 2023      | Critérium du Dauphiné, klasyfikacja generalna      | Francja         | 2.UWT      | Jonas Vingegaard       |            |
| 21 cze               | Mistrzostwa Holandii – jazda indywidualna na czas  | Holandia        | CN         | Jos van Emden          |            |
| 22 cze               | Mistrzostwa Węgier – jazda indywidualna na czas    | Węgry           | CN         | Attila Valter          |            |
| 22 cze               | Mistrzostwa Belgii – jazda indywidualna na czas    | Belgia          | CN         | Wout van Aert          |            |
| 25 cze               | Mistrzostwa Holandii – start wspólny               | Holandia        | CN         | Dylan van Baarle       |            |
| 25 cze               | Mistrzostwa Węgier – start wspólny                 | Węgry           | CN         | Attila Valter          |            |
| 18 lip               | Tour de France, 16. etap                           | Francja         | 2.UWT      | Jonas Vingegaard       |            |
| 23 lipca 2023        | Tour de France, klasyfikacja generalna             | Francja         | 2.UWT      | Jonas Vingegaard       |            |
| 29 lip               | Czech Tour, 3. etap                                | Czechy          | 2.1        | Johannes Staune-Mittet |            |
| 1 sie                | Tour de Pologne, 4. etap                           | Polska          | 2.UWT      | Olav Kooij             |            |
| 16 sie               | Vuelta a Burgos, 2. etap                           | Hiszpania       | 2.Pro      | Jumbo-Visma            |            |
| 17 sie               | Vuelta a Burgos, 3. etap                           | Hiszpania       | 2.Pro      | Primož Roglič          |            |
| 19 sie               | Vuelta a Burgos, 5. etap                           | Hiszpania       | 2.Pro      | Primož Roglič          |            |
| 19 sierpnia 2023     | Vuelta a Burgos, klasyfikacja generalna            | Hiszpania       | 2.Pro      | Primož Roglič          |            |
| 31 sie               | Vuelta a España, 6. etap                           | Hiszpania       | 2.UWT      | Sepp Kuss              |            |
| 2 wrz                | Vuelta a España, 8. etap                           | Hiszpania       | 2.UWT      | Primož Roglič          |            |
| 3 wrz                | Tour of Britain, 1. etap                           | Wielka Brytania | 2.Pro      | Olav Kooij             |            |
| 4 wrz                | Tour of Britain, 2. etap                           | Wielka Brytania | 2.Pro      | Olav Kooij             |            |
| 5 wrz                | Tour of Britain, 3. etap                           | Wielka Brytania | 2.Pro      | Olav Kooij             |            |
| 6 wrz                | Tour of Britain, 4. etap                           | Wielka Brytania | 2.Pro      | Olav Kooij             |            |
| 7 wrz                | Tour of Britain, 5. etap                           | Wielka Brytania | 2.Pro      | Wout van Aert          |            |
| 8 wrz                | Vuelta a España, 13. etap                          | Hiszpania       | 2.UWT      | Jonas Vingegaard       |            |
| 10 września 2023     | Tour of Britain, klasyfikacja generalna            | Wielka Brytania | 2.Pro      | Wout van Aert          |            |
| 12 wrz               | Vuelta a España, 16. etap                          | Hiszpania       | 2.UWT      | Jonas Vingegaard       |            |
| 13 wrz               | Vuelta a España, 17. etap                          | Hiszpania       | 2.UWT      | Primož Roglič          |            |
| 17 września 2023     | Vuelta a España, klasyfikacja generalna            | Hiszpania       | 2.UWT      | Sepp Kuss              |            |
| 24 wrz               | Mistrzostwa Europy – start wspólny                 | Holandia        | CC         | Christophe Laporte     |            |
| 30 wrz               | Giro dell’Emilia                                   | Włochy          | 1.Pro      | Primož Roglič          |            |
| 2 paź                | Coppa Bernocchi                                    | Włochy          | 1.Pro      | Wout van Aert          |            |
| 3 paź                | Münsterland Giro                                   | Niemcy          | 1.Pro      | Per Strand Hagenes     |            |
| 14 paź               | Tour of Guangxi, 3. etap                           | Chiny           | 2.UWT      | Olav Kooij             |            |
| 15 paź               | Tour of Guangxi, 4. etap                           | Chiny           | 2.UWT      | Milan Vader            |            |
| 17 paź               | Tour of Guangxi, 6. etap                           | Chiny           | 2.UWT      | Olav Kooij             |            |
| 17 października 2023 | Tour of Guangxi, klasyfikacja generalna            | Chiny           | 2.UWT      | Milan Vader            |            |

### 2021

#### Skład
| Skład drużyny 2021                      | Skład drużyny 2021   | Skład drużyny 2021 | Skład drużyny 2021                  |
| Imię i nazwisko                         | Data urodzenia       | Państwo            | Poprzednia grupa                    |
| --------------------------------------- | -------------------- | ------------------ | ----------------------------------- |
| Edoardo Affini                          | 24 czerwca 1996      | Włochy             | Mitchelton-Scott (2020)             |
| George Bennett                          | 7 kwietnia 1990      | Nowa Zelandia      | Cannondale (2014)                   |
| Koen Bouwman                            | 2 grudnia 1993       | Holandia           | SEG Racing (2015)                   |
| David Dekker                            | 2 lutego 1998        | Holandia           | SEG Racing Academy (2020)           |
| Tom Dumoulin                            | 11 listopada 1990    | Holandia           | Team Sunweb (2019)                  |
| Pascal Eenkhoorn                        | 8 lutego 1997        | Holandia           | BMC Development (2017)              |
| Tobias Foss                             | 25 maja 1997         | Norwegia           | Uno-X Norwegian Development (2019)  |
| Robert Gesink                           | 31 maja 1986         | Holandia           | Rabobank Continental (2006)         |
| Dylan Groenewegen                       | 21 czerwca 1993      | Holandia           | Roompot Oranje Peloton (2015)       |
| Chris Harper                            | 23 listopada 1994    | Australia          | Team BridgeLane (2019)              |
| Lennard Hofstede                        | 29 grudnia 1994      | Holandia           | Team Sunweb (2018)                  |
| Olav Kooij (18 lut–31 gru)              | 17 października 2001 | Holandia           | Jumbo-Visma Development Team (2021) |
| Steven Kruijswijk                       | 7 czerwca 1987       | Holandia           | Rabobank Continental (2009)         |
| Sepp Kuss                               | 13 września 1994     | Stany Zjednoczone  | Rally Cycling (2017)                |
| Gijs Leemreize                          | 23 października 1999 | Holandia           | Jumbo-Visma Development Team (2020) |
| Paul Martens (1 sty–30 cze, Przypis)    | 26 października 1983 | Niemcy             | Skil-Shimano (2007)                 |
| Tony Martin (1 sty–22 wrz, Przypis)     | 23 kwietnia 1985     | Niemcy             | Katusha-Alpecin (2018)              |
| Sam Oomen                               | 15 sierpnia 1995     | Holandia           | Team Sunweb (2020)                  |
| Christoph Pfingsten                     | 20 listopada 1987    | Niemcy             | Bora-Hansgrohe (2019)               |
| Primož Roglič                           | 29 października 1989 | Słowenia           | Adria Mobil (2015)                  |
| Timo Roosen                             | 11 stycznia 1993     | Holandia           | Rabobank Development (2014)         |
| Mike Teunissen                          | 25 sierpnia 1992     | Holandia           | Team Sunweb (2018)                  |
| Antwan Tolhoek                          | 29 kwietnia 1994     | Holandia           | Roompot-Oranje Peloton (2016)       |
| Wout van Aert                           | 15 września 1994     | Belgia             | Cibel (2019)                        |
| Jos van Emden                           | 18 lutego 1985       | Holandia           | Rabobank Continental (2008)         |
| Nathan Van Hooydonck                    | 12 października 1995 | Belgia             | CCC Team (2020)                     |
| Jonas Vingegaard                        | 10 grudnia 1996      | Dania              | ColoQuick (2018)                    |
| Mick van Dijke (5 wrz–31 gru)           | 15 marca 2000        | Holandia           | Jumbo-Visma Development Team (2021) |
| Maarten Wynants (1 sty–11 kwi, Przypis) | 13 maja 1982         | Belgia             | Quick Step (2010)                   |
|                                         |                      |                    |                                     |
| Źródło: ProCyclingStats                 |                      |                    |                                     |

Przypis: Paul Martens, koniec kariery
Przypis: Tony Martin, koniec kariery
Przypis: Maarten Wynants, koniec kariery

#### Zwycięstwa
| Zwycięstwa       | Zwycięstwa                                                          | Zwycięstwa                   | Zwycięstwa | Zwycięstwa        | Zwycięstwa |
| Data             | Wyścig                                                              | Państwo                      | Kategoria  | Zwycięzca         |            |
| ---------------- | ------------------------------------------------------------------- | ---------------------------- | ---------- | ----------------- | ---------- |
| 14 lut           | Mistrzostwa Nowej Zelandii – start wspólny                          | Nowa Zelandia                | CN         | George Bennett    |            |
| 25 lut           | UAE Tour, 5. etap                                                   | Zjednoczone Emiraty Arabskie | 2.UWT      | Jonas Vingegaard  |            |
| 10 mar           | Paryż-Nicea, 4. etap                                                | Francja                      | 2.UWT      | Primož Roglič     |            |
| 10 mar           | Tirreno-Adriático, 1. etap                                          | Włochy                       | 2.UWT      | Wout van Aert     |            |
| 12 mar           | Paryż-Nicea, 6. etap                                                | Francja                      | 2.UWT      | Primož Roglič     |            |
| 13 mar           | Paryż-Nicea, 7. etap                                                | Francja                      | 2.UWT      | Primož Roglič     |            |
| 16 mar           | Tirreno-Adriático, 7. etap                                          | Włochy                       | 2.UWT      | Wout van Aert     |            |
| 24 mar           | Settimana Internazionale di Coppi e Bartali, 2. etap                | Włochy                       | 2.1        | Jonas Vingegaard  |            |
| 26 mar           | Settimana Internazionale di Coppi e Bartali, 4. etap                | San Marino                   | 2.1        | Jonas Vingegaard  |            |
| 27 marca 2021    | Settimana Internazionale di Coppi e Bartali, klasyfikacja generalna | Włochy                       | 2.1        | Jonas Vingegaard  |            |
| 28 mar           | Gandawa-Wevelgem                                                    | Belgia                       | 1.UWT      | Wout van Aert     |            |
| 5 kwi            | Vuelta al País Vasco, 1. etap                                       | Hiszpania                    | 2.UWT      | Primož Roglič     |            |
| 10 kwietnia 2021 | Vuelta al País Vasco, klasyfikacja generalna                        | Hiszpania                    | 2.UWT      | Primož Roglič     |            |
| 18 kwi           | Amstel Gold Race                                                    | Holandia                     | 1.UWT      | Wout van Aert     |            |
| 16 cze           | Mistrzostwa Holandii – jazda indywidualna na czas                   | Holandia                     | CN         | Tom Dumoulin      |            |
| 17 cze           | Mistrzostwa Norwegii – jazda indywidualna na czas                   | Norwegia                     | CN         | Tobias Foss       |            |
| 19 cze           | Mistrzostwa Niemiec – jazda indywidualna na czas                    | Niemcy                       | CN         | Tony Martin       |            |
| 20 cze           | Mistrzostwa Holandii – start wspólny                                | Holandia                     | CN         | Timo Roosen       |            |
| 20 cze           | Mistrzostwa Belgii – start wspólny                                  | Belgia                       | CN         | Wout van Aert     |            |
| 20 cze           | Mistrzostwa Norwegii – start wspólny                                | Norwegia                     | CN         | Tobias Foss       |            |
| 7 lip            | Tour de France, 11. etap                                            | Francja                      | 2.UWT      | Wout van Aert     |            |
| 11 lip           | Tour de France, 15. etap                                            | Francja                      | 2.UWT      | Sepp Kuss         |            |
| 17 lip           | Tour de France, 20. etap                                            | Francja                      | 2.UWT      | Wout van Aert     |            |
| 18 lip           | Tour de France, 21. etap                                            | Francja                      | 2.UWT      | Wout van Aert     |            |
| 20 lip           | Tour de Wallonie, 1. etap                                           | Belgia                       | 2.Pro      | Dylan Groenewegen |            |
| 23 lip           | Tour de Wallonie, 4. etap                                           | Belgia                       | 2.Pro      | Dylan Groenewegen |            |
| 28 lip           | Letnie igrzyska olimpijskie – jazda indywidualna na czas            | Japonia                      | IO         | Primož Roglič     |            |
| 31 lip           | Heistse Pijl                                                        | Belgia                       | 1.1        | Pascal Eenkhoorn  |            |
| 10 sie           | Danmark Rundt, 1. etap                                              | Dania                        | 2.Pro      | Dylan Groenewegen |            |
| 14 sie           | Vuelta a España, 1. etap                                            | Hiszpania                    | 2.UWT      | Primož Roglič     |            |
| 25 sie           | Vuelta a España, 11. etap                                           | Hiszpania                    | 2.UWT      | Primož Roglič     |            |
| 1 wrz            | Vuelta a España, 17. etap                                           | Hiszpania                    | 2.UWT      | Primož Roglič     |            |
| 5 wrz            | Vuelta a España, 21. etap                                           | Hiszpania                    | 2.UWT      | Primož Roglič     |            |
| 5 września 2021  | Vuelta a España, klasyfikacja generalna                             | Hiszpania                    | 2.UWT      | Primož Roglič     |            |
| 5 wrz            | Tour of Britain, 1. etap                                            | Wielka Brytania              | 2.Pro      | Wout van Aert     |            |
| 8 wrz            | Tour of Britain, 4. etap                                            | Wielka Brytania              | 2.Pro      | Wout van Aert     |            |
| 10 wrz           | Tour of Britain, 6. etap                                            | Wielka Brytania              | 2.Pro      | Wout van Aert     |            |
| 12 września 2021 | Tour of Britain, klasyfikacja generalna                             | Wielka Brytania              | 2.Pro      | Wout van Aert     |            |
| 12 wrz           | Tour of Britain, 8. etap                                            | Wielka Brytania              | 2.Pro      | Wout van Aert     |            |
| 29 wrz           | Tour of Croatia, 2. etap                                            | Chorwacja                    | 2.1        | Olav Kooij        |            |
| 1 paź            | Tour of Croatia, 4. etap                                            | Chorwacja                    | 2.1        | Olav Kooij        |            |
| 2 paź            | Giro dell’Emilia                                                    | Włochy                       | 1.Pro      | Primož Roglič     |            |
| 3 paź            | Tour of Croatia, 6. etap                                            | Chorwacja                    | 2.1        | Tim van Dijke     |            |

### 2020

#### Skład
| Skład drużyny 2020      | Skład drużyny 2020   | Skład drużyny 2020 | Skład drużyny 2020                 |
| Imię i nazwisko         | Data urodzenia       | Państwo            | Poprzednia grupa                   |
| ----------------------- | -------------------- | ------------------ | ---------------------------------- |
| George Bennett          | 7 kwietnia 1990      | Nowa Zelandia      | Cannondale (2014)                  |
| Koen Bouwman            | 2 grudnia 1993       | Holandia           | SEG Racing (2015)                  |
| Laurens De Plus         | 4 września 1995      | Belgia             | Quick-Step Floors (2018)           |
| Tom Dumoulin            | 11 listopada 1990    | Holandia           | Team Sunweb (2019)                 |
| Pascal Eenkhoorn        | 8 lutego 1997        | Holandia           | BMC Development (2017)             |
| Tobias Foss             | 25 maja 1997         | Norwegia           | Uno-X Norwegian Development (2019) |
| Robert Gesink           | 31 maja 1986         | Holandia           | Rabobank Continental (2006)        |
| Dylan Groenewegen       | 21 czerwca 1993      | Holandia           | Roompot Oranje Peloton (2015)      |
| Chris Harper            | 23 listopada 1994    | Australia          | Team BridgeLane (2019)             |
| Lennard Hofstede        | 29 grudnia 1994      | Holandia           | Team Sunweb (2018)                 |
| Amund Grøndahl Jansen   | 11 lutego 1994       | Norwegia           | Joker Byggtorget (2016)            |
| Steven Kruijswijk       | 7 czerwca 1987       | Holandia           | Rabobank Continental (2009)        |
| Sepp Kuss               | 13 września 1994     | Stany Zjednoczone  | Rally Cycling (2017)               |
| Tom Leezer              | 26 grudnia 1985      | Holandia           | Rabobank Continental (2007)        |
| Bert-Jan Lindeman       | 16 czerwca 1989      | Holandia           | Rabobank Development (2014)        |
| Paul Martens            | 26 października 1983 | Niemcy             | Skil-Shimano (2007)                |
| Tony Martin             | 23 kwietnia 1985     | Niemcy             | Katusha-Alpecin (2018)             |
| Christoph Pfingsten     | 20 listopada 1987    | Niemcy             | Bora-Hansgrohe (2019)              |
| Primož Roglič           | 29 października 1989 | Słowenia           | Adria Mobil (2015)                 |
| Timo Roosen             | 11 stycznia 1993     | Holandia           | Rabobank Development (2014)        |
| Mike Teunissen          | 25 sierpnia 1992     | Holandia           | Team Sunweb (2018)                 |
| Antwan Tolhoek          | 29 kwietnia 1994     | Holandia           | Roompot-Oranje Peloton (2016)      |
| Wout van Aert           | 15 września 1994     | Belgia             | Cibel (2019)                       |
| Taco van der Hoorn      | 4 grudnia 1993       | Holandia           | Roompot-Nederlandse Loterij (2018) |
| Jos van Emden           | 18 lutego 1985       | Holandia           | Rabobank Continental (2008)        |
| Jonas Vingegaard        | 10 grudnia 1996      | Dania              | ColoQuick (2018)                   |
| Maarten Wynants         | 13 maja 1982         | Belgia             | Quick Step (2010)                  |
|                         |                      |                    |                                    |
| Źródło: ProCyclingStats |                      |                    |                                    |

#### Zwycięstwa
| Zwycięstwa | Zwycięstwa                                           | Zwycięstwa                   | Zwycięstwa | Zwycięstwa        | Zwycięstwa |
| Data       | Wyścig                                               | Państwo                      | Kategoria  | Zwycięzca         |            |
| ---------- | ---------------------------------------------------- | ---------------------------- | ---------- | ----------------- | ---------- |
| 5 lut      | Volta a la Comunitat Valenciana, 1. etap             | Hiszpania                    | 2.Pro      | Dylan Groenewegen |            |
| 7 lut      | Volta a la Comunitat Valenciana, 3. etap             | Hiszpania                    | 2.Pro      | Dylan Groenewegen |            |
| 26 lut     | UAE Tour, 4. etap                                    | Zjednoczone Emiraty Arabskie | 2.UWT      | Dylan Groenewegen |            |
| 1 sie      | Strade Bianche                                       | Włochy                       | 1.UWT      | Wout van Aert     |            |
| 8 sie      | Mediolan-San Remo                                    | Włochy                       | 1.UWT      | Wout van Aert     |            |
| 12 sie     | Giro del Piemonte                                    | Włochy                       | 1.Pro      | George Bennett    |            |
| 12 sie     | Critérium du Dauphiné, 1. etap                       | Francja                      | 2.UWT      | Wout van Aert     |            |
| 13 sie     | Critérium du Dauphiné, 2. etap                       | Francja                      | 2.UWT      | Primož Roglič     |            |
| 16 sie     | Critérium du Dauphiné, 5. etap                       | Francja                      | 2.UWT      | Sepp Kuss         |            |
| 20 sie     | Mistrzostwa Belgii – jazda indywidualna na czas      | Belgia                       | CN         | Wout van Aert     |            |
| 1 wrz      | Tour de France, 4. etap                              | Francja                      | 2.UWT      | Primož Roglič     |            |
| 2 wrz      | Tour de France, 5. etap                              | Francja                      | 2.UWT      | Wout van Aert     |            |
| 4 wrz      | Tour de France, 7. etap                              | Francja                      | 2.UWT      | Wout van Aert     |            |
| 4 wrz      | Settimana Internazionale di Coppi e Bartali, 4. etap | Włochy                       | 2.1        | Pascal Eenkhoorn  |            |

## Ważniejsze sukcesy
1984
- 1. miejsce, Amstel Gold Race: Jacques Hanegraaf
- 1. miejsce, 9. etap Tour de France: Jan Raas
- 1. miejsce, klasyfikacja sprinterska Tour de France: Jacques Hanegraaf

1985
- Mistrz Świata w wyścigu ze startu wspólnego: Joop Zoetemelk
- 1. miejsce, Meisterschaft von Zürich: Ludo Peeters
- 1. miejsce, 4. etap Tour de France: Gerrit Solleveld
- 1. miejsce, 5. etap Tour de France: Henri Manders
- 1. miejsce, 9. etap Tour de France: Maarten Ducrot
- 1. miejsce, Paris-Tours: Ludo Peeters

1986
- 1. miejsce, Ronde van Vlaanderen: Adrie van der Poel
- 1. miejsce, 1. etap Tour de Romandie: Nico Emonds
- 1. miejsce, 2. etap Tour de Romandie: Maarten Ducrot
- 1. miejsce, 1. etap Critérium du Dauphiné: Hans Daams
- 1. miejsce, 7. i 8. etap Tour de France: Ludo Peeters

1987
- 1. miejsce, Amstel Gold Race: Joop Zoetemelk
- 1. miejsce, Meisterschaft von Zürich: Rolf Gölz
- 1. miejsce, Prolog (ITT) Tour de France: Jelle Nijdam
- 1. miejsce, 1. etap Tour de France: Nico Verhoeven
- 1. miejsce, 8. i 17. etap Tour de France: Jean-Paul van Poppel
- 1. miejsce, 15. etap Tour de France: Rolf Gölz
- 1. miejsce, klasyfikacja punktowa Tour de France: Jean-Paul van Poppel

1988
- 1. miejsce, Amstel Gold Race: Jelle Nijdam
- 1. miejsce, 4. etap (część a) Tour de Romandie: Frans Maassen
- 1. miejsce, 3., 10., 17. i 22. etap Tour de France: Jean-Paul van Poppel
- 1. miejsce, 5. etap Tour de France: Jelle Nijdam
- 1. miejsce, 8. etap Tour de France: Rolf Gölz

1989
- 1. miejsce, Ronde van Vlaanderen: Edwig Van Hooydonck
- 1. miejsce, Gandawa-Wevelgem: Gerrit Solleveld
- 1. miejsce, 4. i 14. etap Tour de France: Jelle Nijdam
- 1. miejsce, Paris-Tours: Jelle Nijdam

1990
- Mistrz Holandii w wyścigu ze startu wspólnego: Peter Winnen
- 1. miejsce, 1. etap Tour de France: Frans Maassen
- 1. miejsce, 5. etap Tour de France: Gerrit Solleveld
- 1. miejsce, 6. etap Tour de France: Jelle Nijdam

1991
- 1. miejsce, Ronde van Vlaanderen: Edwig Van Hooydonck
- 1. miejsce, Amstel Gold Race: Frans Maassen
- 1. miejsce, 5. etap Tour de France: Jelle Nijdam

1992
- 1. miejsce, 6. etap Vuelta a España: Edwig Van Hooydonck
- 1. miejsce, 17. etap Vuelta a España: Eric Vanderaerden

1993
- 1. miejsce, 2. etap Tour de Romandie: Edwig Van Hooydonck
- 1. miejsce, Prolog (ITT) i 3. (ITT) etap Critérium du Dauphiné: Raúl Alcalá Gallegos
- 1. miejsce, 1. etap Critérium du Dauphiné: Frédéric Moncassin

1995
- 1. miejsce, 5. etap Tour de Suisse: Viatcheslav Ekimov
- 1. miejsce, 20. etap Tour de France: Djamolidine Abduzhaparov

1996
- Mistrz Holandii w jeździe indywidualnej na czas: Erik Dekker
- 1. miejsce, 6. etap Tour de France: Michael Boogerd
- 1. miejsce, 13. etap Tour de France: Rolf Sørensen

1997
- Mistrz Holandii w wyścigu ze startu wspólnego: Michael Boogerd
- 1. miejsce, Prolog (ITT) Tirreno-Adriático: Rolf Sørensen
- 1. miejsce, Ronde van Vlaanderen: Rolf Sørensen
- 1. miejsce, 18. etap Vuelta a España: Léon van Bon
- 1. miejsce, 22. etap Vuelta a España: Max van Heeswijk

1998
- 1. miejsce, 5. etap Tirreno-Adriático: Rolf Sørensen
- 1. miejsce, 9. etap Tour de France: Léon van Bon
- 1. miejsce, Vattenfall Cyclassics: Léon van Bon

1999
- Mistrz Holandii w wyścigu ze startu wspólnego: Maarten Den Bakker
- 1. miejsce, klasyfikacja generalna Paris-Nice: Michael Boogerd
- 1. miejsce, 4. etap Vuelta al País Vasco: Koos Moerenhout
- 1. miejsce, 5. etap (część a) Vuelta al País Vasco: Michael Boogerd
- 1. miejsce, Amstel Gold Race: Michael Boogerd
- 1. miejsce, 20. etap Tour de France: Robbie McEwen

2000
- Mistrz Holandii w wyścigu ze startu wspólnego: Léon van Bon
- 1. miejsce, 7. etap Tirreno-Adriático: Michael Boogerd
- 1. miejsce, 6. etap Tour de France: Léon van Bon
- 1. miejsce, 8., 11. i 17. etap Tour de France: Erik Dekker
- 1. miejsce, Clásica de San Sebastián: Erik Dekker

2001
- 1. miejsce, 3. etap Tirreno-Adriático: Markus Zberg
- 1. miejsce, 7. etap Tirreno-Adriático: Michael Boogerd
- 1. miejsce, Amstel Gold Race: Erik Dekker
- 1. miejsce, 2. etap Tour de France: Marc Wauters
- 1. miejsce, 8. etap Tour de France: Erik Dekker
- 1. miejsce, 13. etap Vuelta a España: Beat Zberg

2002
- Mistrz Belgii w jeździe indywidualnej na czas: Marc Wauters
- Mistrz Holandii w jeździe indywidualnej na czas: Erik Dekker
- 1. miejsce, 4. etap (ITT) Tirreno-Adriático: Erik Dekker
- 1. miejsce, klasyfikacja generalna Tirreno-Adriático: Erik Dekker
- 1. miejsce, 1. etap Vuelta al País Vasco: Beat Zberg
- 1. miejsce, 8. etap Tour de France: Karsten Kroon
- 1. miejsce, 16. etap Tour de France: Michael Boogerd

2003
- Mistrz Belgii w jeździe indywidualnej na czas: Marc Wauters
- Mistrz Holandii w jeździe indywidualnej na czas: Maarten Den Bakker
- 1. miejsce, 7. etap Tirreno-Adriático: Óscar Freire
- 1. miejsce, 2. etap Volta Ciclista a Catalunya: Bram de Groot
- 1. miejsce, 5. etap Volta Ciclista a Catalunya: Óscar Freire
- 1. miejsce, 7. etap Vuelta a España: Michael Rasmussen

2004
- Mistrz świata w wyścigu ze startu wspólnego: Óscar Freire
- Mistrz Holandii w wyścigu ze startu wspólnego: Erik Dekker
- 1. miejsce, 3. etap Tirreno-Adriático: Óscar Freire
- 1. miejsce, Milano-San Remo: Óscar Freire
- 1. miejsce, 6. etap Critérium du Dauphiné: Michael Rasmussen
- 1. miejsce, 3. i 5. etap Tour de Suisse: Robert Hunter
- 1. miejsce, 6. etap Vuelta a España: Óscar Freire
- 1. miejsce, Paris-Tours: Erik Dekker

2005
- Mistrz Belgii w jeździe indywidualnej na czas: Marc Wauters
- Mistrz Holandii w jeździe indywidualnej na czas: Thomas Dekker
- 1. miejsce, 2., 3. i 4. etap Tirreno-Adriático: Óscar Freire
- 1. miejsce, klasyfikacja generalna Tirreno-Adriático: Óscar Freire
- 1. miejsce, klasyfikacja punktowa Tirreno-Adriático: Óscar Freire
- 1. miejsce, 6. etap Paris-Nice: Joost Posthuma
- 1. miejsce, klasyfikacja sprinterska Tour de Romandie: Erik Dekker
- 1. miejsce, 8. etap Tour de France: Pieter Weening
- 1. miejsce, 9. etap Tour de France: Michael Rasmussen
- 1. miejsce, klasyfikacja górska Tour de France: Michael Rasmussen
- 1. miejsce, 1. (ITT) i 9. (ITT) etap Vuelta a España: Dienis Mieńszow
- 1. miejsce, klasyfikacja generalna Vuelta a España: Dienis Mieńszow
- 1. miejsce, 6. etap Tour de Pologne: Pieter Weening
- 1. miejsce, 8. etap (ITT) Tour de Pologne: Thomas Dekker
- 2. miejsce, Amstel Gold Race: Michael Boogerd
- 3. miejsce, Liège-Bastogne-Liège: Michael Boogerd
- 3. miejsce, klasyfikacja generalna Tour de Romandie: Dienis Mieńszow
- 7. miejsce, klasyfikacja generalna Tour de France: Michael Rasmussen

2006
- Mistrz Holandii w wyścigu ze startu wspólnego: Michael Boogerd
- 1. miejsce, klasyfikacja młodzieżowa Tour Down Under: William Walker
- 1. miejsce, 3. etap Tirreno-Adriático: Óscar Freire
- 1. miejsce, klasyfikacja generalna Tirreno-Adriático: Thomas Dekker
- 1. miejsce, 4. etap Vuelta al País Vasco: Óscar Freire
- 1. miejsce, 4. etap Critérium du Dauphiné: Dienis Mieńszow
- 1. miejsce, 7. etap Tour de Suisse: Óscar Freire
- 1. miejsce, 5. i 9. etap Tour de France: Óscar Freire
- 1. miejsce, 11. etap Tour de France: Dienis Mieńszow
- 1. miejsce, 16. etap Tour de France: Michael Rasmussen
- 1. miejsce, klasyfikacja górska Tour de France: Michael Rasmussen
- 1. miejsce, Vattenfall Cyclassics: Óscar Freire
- 3. miejsce, Amstel Gold Race: Michael Boogerd
- 5. miejsce, klasyfikacja generalna Tour de France: Dienis Mieńszow

2007
- Mistrz Holandii w wyścigu ze startu wspólnego: Koos Moerenhout
- 1. miejsce, Milano-San Remo: Óscar Freire
- 1. miejsce, 5. etap (ITT) Tour de Romandie: Thomas Dekker
- 1. miejsce, klasyfikacja generalna Tour de Romandie: Thomas Dekker
- 1. miejsce, klasyfikacja punktowa Tour de Romandie: Thomas Dekker
- 1. miejsce, 5. etap (ITT) Volta Ciclista a Catalunya: Dienis Mieńszow
- 1. miejsce, klasyfikacja punktowa Volta Ciclista a Catalunya: Dienis Mieńszow
- 1. miejsce, 5. etap Tour de Suisse: Thomas Dekker
- 1. miejsce, 8. i 16. etap Tour de France: Michael Rasmussen
- 1. miejsce, 2., 5. i 6. etap Vuelta a España: Óscar Freire
- 1. miejsce, 10. etap Vuelta a España: Dienis Mieńszow
- 1. miejsce, klasyfikacja generalna Vuelta a España: Dienis Mieńszow
- 1. miejsce, klasyfikacja górska Vuelta a España: Dienis Mieńszow
- 1. miejsce, 2. etap Tour de Pologne: Graeme Brown
- 2. miejsce, Paris-Roubaix: Juan Antonio Flecha
- 3. miejsce, Gandawa-Wevelgem: Óscar Freire
- 3. miejsce, klasyfikacja generalna Volta Ciclista a Catalunya: Dienis Mieńszow

2008
- 1. miejsce, 1., 4. i 6. etap Tirreno-Adriático: Óscar Freire
- 1. miejsce, klasyfikacja punktowa Tirreno-Adriático: Óscar Freire
- 1. miejsce, klasyfikacja młodzieżowa Paris-Nice: Robert Gesink
- 1. miejsce, Gandawa-Wevelgem: Óscar Freire
- 1. miejsce, klasyfikacja drużynowa Vuelta al País Vasco
- 1. miejsce, 1. etap Tour de Suisse: Óscar Freire
- 1. miejsce, 14. etap Tour de France: Óscar Freire
- 1. miejsce, klasyfikacja punktowa Tour de France: Óscar Freire
- 1. miejsce, 11. etap Vuelta a España: Óscar Freire
- 3. miejsce, Ronde van Vlaanderen: Juan Antonio Flecha
- 3. miejsce, klasyfikacja generalna Tour de France: Dienis Mieńszow
- 5. miejsce, klasyfikacja generalna Giro d'Italia: Dienis Mieńszow

2009
- Mistrz Holandii w wyścigu ze startu wspólnego: Koos Moerenhout
- 1. miejsce, 3. etap Tour Down Under: Graeme Brown
- 1. miejsce, 2. i 5. etap Tour de Romandie: Óscar Freire
- 1. miejsce, klasyfikacja górska Tour de Romandie: Laurens ten Dam
- 1. miejsce, 5. i 12. (ITT) etap Giro d'Italia: Dienis Mieńszow
- 1. miejsce, klasyfikacja generalna Giro d'Italia: Dienis Mieńszow
- 1. miejsce, klasyfikacja punktowa Giro d'Italia: Dienis Mieńszow
- 1. miejsce, 8. etap Critérium du Dauphiné: Stef Clement
- 1. miejsce, 20. etap Tour de France: Juan Manuel Gárate
- 1. miejsce, 15. etap Vuelta a España: Lars Boom
- 3. miejsce, Amstel Gold Race: Robert Gesink

2010
- Mistrz Holandii w jeździe indywidualnej na czas: Jos van Emden
- 1. miejsce, Prolog (ITT) Paris-Nice: Lars Boom
- 1. miejsce, klasyfikacja młodzieżowa Tirreno-Adriático: Robert Gesink
- 1. miejsce, Milano-San Remo: Óscar Freire
- 1. miejsce, 6. etap Tour de Suisse: Robert Gesink
- 1. miejsce, 6. etap Tour de Pologne: Bauke Mollema
- 1. miejsce, 3. etap Eneco Tour: Koos Moerenhout
- 1. miejsce, Grand Prix Cycliste de Montréal: Robert Gesink
- 1. miejsce, Paris-Tours: Óscar Freire
- 2. miejsce, klasyfikacja generalna Tour de Romandie: Dienis Mieńszow
- 3. miejsce, klasyfikacja generalna Tour de France: Dienis Mieńszow
- 6. miejsce, klasyfikacja generalna Tour de France: Robert Gesink

2011
- Mistrz Hiszpanii w jeździe indywidualnej na czas: Luis León Sánchez
- Mistrz Holandii w jeździe indywidualnej na czas: Stef Clement
- 1. miejsce, 3. etap Tour Down Under: Michael Matthews
- 1. miejsce, 1. etap (TTT) Tirreno-Adriático
- 1. miejsce, klasyfikacja młodzieżowa Tirreno-Adriático: Robert Gesink
- 1. miejsce, klasyfikacja sprinterska Vuelta al País Vasco: Bram Tankink
- 1. miejsce, 5. etap Giro d'Italia: Pieter Weening
- 1. miejsce, Prolog (ITT) Critérium du Dauphiné: Lars Boom
- 1. miejsce, 6. etap Tour de Suisse: Steven Kruijswijk
- 1. miejsce, 9. etap Tour de France: Luis León Sánchez
- 1. miejsce, klasyfikacja punktowa Vuelta a España: Bauke Mollema
- 2. miejsce, klasyfikacja generalna Tirreno-Adriático: Robert Gesink
- 2. miejsce, Clásica de San Sebastián: Carlos Barredo
- 3. miejsce, klasyfikacja generalna Vuelta al País Vasco: Robert Gesink
- 3. miejsce, Paris-Roubaix: Maarten Tjallingii
- 3. miejsce, klasyfikacja generalna Tour de Suisse: Steven Kruijswijk
- 9. miejsce, klasyfikacja generalna Giro d'Italia: Steven Kruijswijk